# Premeusel
Premeusel ist ein Gemeindeteil des Marktes Presseck im Landkreis Kulmbach (Oberfranken, Bayern). Premeusel liegt in der Gemarkung Wildenstein.

## Geografie
Das Dorf liegt auf einem Höhenrücken des Frankenwalds. Eine Gemeindeverbindungsstraße führt nach Schlopp (1,9 km südlich) bzw. nach Presseck zur Staatsstraße 2195 (1,5 km nördlich). Ein Anliegerweg führt zur Schlackenmühle (1,2 km südöstlich).

## Geschichte
Der Ort wurde von Slawen angelegt, was an der Siedlungsform Rundling und am Ortsnamen erkennbar ist.
Gegen Ende des 18. Jahrhunderts bestand Premeusel aus acht Anwesen (3 Höfe, 3 Güter, 2 Tropfhäuslein). Die Herrschaft Wildenstein hatte das Hochgericht sowie die Grundherrschaft über die Anwesen.
Mit dem Gemeindeedikt wurde Premeusel dem 1808 gebildeten Steuerdistrikt Schwand und der im selben Jahr gebildeten Ruralgemeinde Schwand zugewiesen. 1818 wurde Premeusel dem Steuerdistrikt Presseck und der neu gebildeten Ruralgemeinde Wildenstein überwiesen. Am 1. Januar 1974 wurde Premeusel im Rahmen der Gebietsreform in die Gemeinde Presseck eingegliedert.

### Baudenkmal
- Haus Nr. 13: Wohnstallhaus

### Einwohnerentwicklung
| Jahr      | 001818 | 001819 | 001861 | 001871 | 001885 | 001900 | 001925 | 001950 | 001961 | 001970 | 001987 |
| Einwohner |        | 77     | 108    | 110    | 106    | 88     | 85     | 91     | 53     | 42     | 28     |
| Häuser    | 10     |        |        |        | 16     | 15     | 16     | 16     | 16     |        | 13     |
| Quelle    | [ 7 ]  | [ 10 ] | [ 11 ] | [ 12 ] | [ 13 ] | [ 14 ] | [ 15 ] | [ 16 ] | [ 17 ] | [ 18 ] | [ 1 ]  |

## Religion
Premeusel ist seit der Reformation evangelisch-lutherisch geprägt und nach Heilige Dreifaltigkeit (Presseck) gepfarrt.